# Rue Villiot
La rue Villiot est une voie située dans les quartiers de Bercy et des Quinze-Vingts du 12e arrondissement de Paris.

## Situation et accès

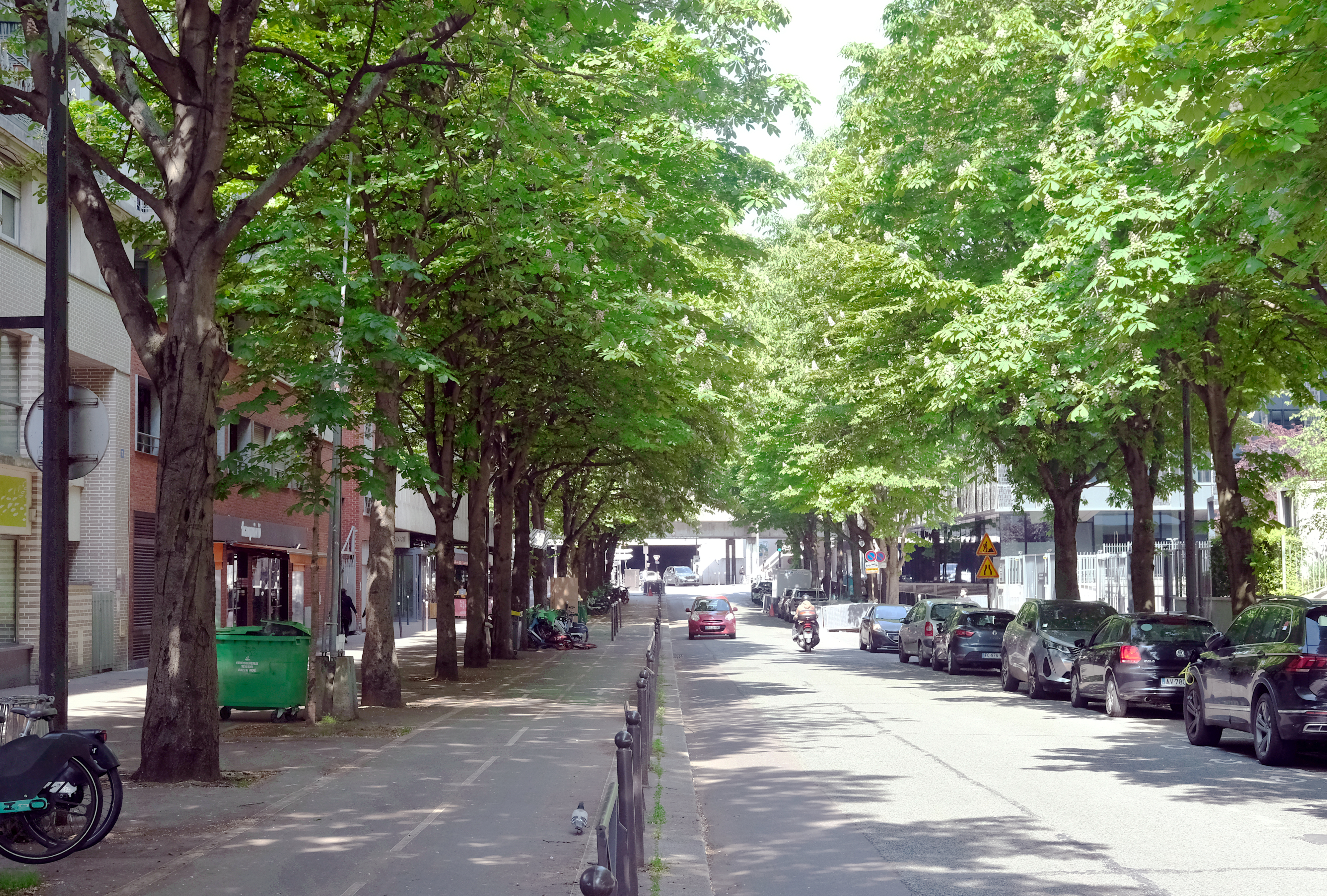
Une rue très arborée.

La rue Villiot est accessible à proximité par les lignes de métro 6 et 14 à la station Bercy ou par les lignes 1 et 14 à la station Gare de Lyon.

## Origine du nom
Cette voie est nommée d'après le nom du propriétaire des terrains sur lesquels elle a été ouverte.

## Historique
Cette voie, est présente à l'état de sentier sur le plan de Delagrive de 1728 sous la dénomination de « chemin de la Rapée », puis « rue de Rambouillet », dont elle constituait alors la partie allant jusqu'à la Seine et prend son nom actuel en 1806.

## Bâtiments remarquables et lieux de mémoire
- La rue débouche sur la Seine.
- Cette rue était une des limites du cimetière du Port-au-Plâtre.